# Bohuslav Ebermann
Bohuslav Ebermann, född 19 september 1948 i Vochov, Tjeckoslovakien, är en före detta tjeckoslovakisk ishockeyspelare.
Ebermann blev olympisk silvermedaljör i ishockey vid vinterspelen 1976 i Innsbruck.